# Madison Place
Madison Place es un lugar designado por el censo ubicado en el condado de Hamilton en el estado estadounidense de Ohio. En el Censo de 2020 tenía una población de 572 habitantes y una densidad poblacional de 2383,33 habitantes por km². Fue incluido como CDP en el censo de 2020.

## Geografía
Madison Place se encuentra ubicado en las coordenadas 39°9′17″N 84°22′30″O / 39.15472, -84.37500. Según la Oficina del Censo de los Estados Unidos,  tiene una superficie total de 0,24 km², todos correspondientes a tierra firme.